# 丸山名政
丸山 名政（まるやま なまさ、1857年11月11日（安政4年9月25日） - 1922年（大正11年）11月21日）は、日本の政治家（衆議院議員）、実業家。族籍は東京府士族。

## 経歴
信州須坂藩士・丸山本政の長男。1874年（明治7年）に上京。講法学舎を経て、明治法律学校（現・明治大学）に入学。内務省地理局勤務を経て、自由民権運動に入り、嚶鳴社員として立憲改進党結成に参画。東京横浜毎日新聞記者、下野新聞主筆などを務めた後、1885年（明治18年）に代言人となる。
国会開設後は、第2回、第8回衆議院議員総選挙に当選。その他、東京市会議員、同参事会員、東京府会議員も務め、1899年（明治32年）に明治法律学校校友となる。
実業家として、日本証券社長、松本瓦斯取締役、東京土地監査役 など多くの会社の経営に参画。1903年（明治36年）から1905年（明治38年）には東京市助役も務めた。
1921年（大正10年）、東京市政疑獄（砂利疑獄）で公判に付されるが、病のため審理中止となった。

## 家族・親族
丸山家
- 父・本政（信州須坂藩士）[2]
- 妻[2]
- 養子[2]